# 三田友子
三田友子（日语：／ Mita Yūko，1958年11月2日—），日本女性配音員、舞台演員。出身於東京都世田谷區。身高153cm。A型血。

## 簡歷
本名井口 友子（いぐち ゆうこ）。現所屬青二Production，以前經歷Group知更鳥、同人舎Production。畢業於清泉女子大學文學院英文系、文學座附設培訓學校。

### 來歷
從小就很喜歡芝居，小學5、6年級間加入Group知更鳥、並在NHK的學校放送中出演。
國中時期因為要準備升學，於國1的時候退團，改加入學校的話劇社。之後參加大學考試得知文學座有設立夜間部，因此一面就讀大學一面在文學座附設培訓學校學習。
文學座附設培訓學校畢業後，由於本身熱愛芝居，因此開始對配音工作有了興趣，同時在山內雅人的照顧下於一家咖啡廳的敘事部門學習在眾人面前朗讀。
1976年，三田以電視動畫《小露露與她的朋友》（聲演威利）出道。在那之後的1980年代到1990年代，於飾演要角中活躍。
此外，她與魔法少女動畫淵源很深，從《魔法公主 明琪桃子》（聲演要角皮皮魯）開始。1980年代製作的Pierrot魔法少女系列總共4部所有作品都有參與。
近年來自身的配音工作有減少的情況，但仍還是有在其它動畫作品裡客串。另一方面也有主宰朗讀劇團的工作，並積極參加義工活動。

### 人物、逸事
興趣：朗讀、美食品嘗、旅行。
配音演出以來演過各式各樣的角色，如《惡魔君》的埋木真吾〈惡魔君〉、《忍者哈特利》的哈特利新藏、《叮噹貓》的叮噹貓等少年角色。也有演過女性角色。如《福星小子》的辯天、《相聚一刻》的六本木朱美、《鬼太郎 (第3作)》的貓女及《勇者鬥惡龍 阿貝爾傳說》的黛西。
而且在《超人B》（飾 UB）、《惡魔君》（飾 埋木真吾〈惡魔君〉）、《江戶之子男孩 理解太助》（飾 徬點丸太助）、《叮噹貓》（飾 叮噹貓）等4部電視動畫作品都是演主角，並演過少年和準常駐角色
業界好友有山田榮子、三矢雄二，因此在廣播節目《動畫托比亞》裡，三矢對她則以「爸爸男孩」而不是「奶奶姑娘」稱之。

## 演出
粗體字表示主要角色。

### 電視動畫
1976年
- 超電磁機器人 孔巴德拉V（明美[6]）
- （綠）
- 小露露與她的朋友（日语：リトル・ルルとちっちゃい仲間）（威利）

1977年
- 咪咪流浪記（的夥伴、小孩）
- 棒球少年貫太（日语：一発貫太くん）（女孩子）
- 好小子（日语：おれは鉄兵）
- 新·巨人之星（1977年－1979年，其他角色）
- 保羅歷險記（小孩、薔薇精靈）
- 若草的夏洛特（日语：若草のシャルロット）（凱蒂）

1979年
- 凡爾賽玫瑰（路易·夏爾王子）
- 星星王子 普奇·普蘭斯（保羅）
- 未來機器人 達爾達尼亞斯（おちゃめ）

1980年
- 加油權兵衛（日语：がんばれゴンベ）（富子）
- 漫畫諺語事典（日语：まんがことわざ事典）（鳩子）

1981年
- 黃金戰士Gold Lightan（1981年－1982年，小珍[7]、定時戰士）
- 怪物小王子 (1980年版)
- 戰國魔神豪將軍（伍迪[8]）
- 新·根性青蛙（渡邊美佐子）
- 忍者哈特利（1981年－1987年，哈特利新藏）
- 六神合體（久繪）
- 真知子老師（莉卡）
- 靈犬雪麗（莉莎）

1982年
- 大口妹（日语：あさりちゃん）（瑪莉可）
- 福星小子 (1981年版)（1982年－1986年，辯天、楓、女忍者 等）
- 阿波羅之女（伊歐、莫納瓦納公主）
- 逆轉一發人（日语：逆転イッパツマン）（西尾營業部員）
- 猿飛小忍者（日语：さすがの猿飛）（石川美加）
- 太陽之子（チュシ）
- 心跳今夜（ツッパリ）
- 忍者男子一平（日语：忍者マン一平）（柳生三平）
- 魔法公主 明琪桃子（日语：魔法のプリンセス ミンキーモモ）（皮皮魯[9]）

1983年
- 騎士愛我（日语：愛してナイト）（加藤橋藏[10]）
- 阿爾卑斯物語 我的安妮特（馬克·吉維特）
- 光速電神阿爾貝加斯（茱莉亞）
- 新蜜蜂瑪雅歷險記（日语：みつばちマーヤの冒険）（弗雷達、普克）
- 怪博士與機器娃娃 (1981年版)（1983年－1986年，摘鶴燐、木綠紫、則卷太平、則卷太平、桃太郎 等）1系列 + 特別篇[注 3]
- 停止!! 雲雀（鳳準）
- The♥南瓜酒（光小路納言）
- 無敵三四郎（1983年－1984年，綾）
- 魔法天使奶油麻美（1983年－1984年，波奇）

1984年
- Gu-Gu甘莫（日语：Gu-Guガンモ）（1984年－1985年，鈴達·史凱勒）
- 星槍士俾斯麥（艾莉絲）
- 魔法妖精貝露莎（1984年－1985年，普莉普莉）

1985年
- Q太郎 (1985年版)（1985年－1987年，P子）
- 怪貓豬油糕（日语：オヨネコぶーにゃん）
- 鬼太郎 (第3作)（1985年－1988年，貓女[11]）
- 俏皮小百寶（齋藤遙香）
- 北斗神拳（卡蓮）
- 魔法之星愛美（1985年－1986年，香月岬）
- 足球小將翼 (昭和版)（安東雷）

1986年
- 甜蜜公主（1986年－1987年甘栗之助[12]）
- 拜託了！薩米亞丼（日语：おねがい!サミアどん）
- 高校！奇面組（日语：ハイスクール!奇面組）（河川一平）
- 魔法偶像粉彩筆由美（日语：魔法のアイドルパステルユーミ）（花園桃子）
- 相聚一刻（1986年－1988年，六本木朱美、花子、恭子、由加）

1987年
- 超能嬰兒（日语：ウルトラB）（1987年－1988年，UB）
- 城市獵人（龍神沙也加）
- 秩父山醫師（日语：ドクター秩父山）（戶田綠）
- 狗仔爺爺 (1987年版)（日语：のらくろクン）（1987年－1988年，木下圭太）
- 嘿！奔奔（珍妮佛）

1988年
- 小公子西迪（米奇）
- 麵包超人（1988年－2020年，企鵝小弟〈初代〉、牛角麵包公主〈初代〉、香蕉人〈初代〉、意可蕾小姐）
- 之後頓珍漢（日语：ついでにとんちんかん）（砂場女子、記者）
- 妳好！淑女小琳（日语：レディ!!#ハロー！レディリン）（蘇菲·蒙哥梅利[13]）
- 聖魔大戰（織姬皇后）
- 甜蜜小天使 (1988年版)（甘莫〈第2代〉、雛）

1989年
- 惡魔君（1989年－1990年，埋木真吾〈惡魔君〉[14]）
- 美味大挑戰（1989年－1990年，美奈子、廣播）
- 西瓜皮先生（木村課長夫人）
- 森林大帝 (1989年版)（露露的母親）
- 超時空遊俠（1989年－1990年，阿拉丁）
- 勇者鬥惡龍 阿貝爾傳說（黛西）
- 彼得潘的冒險（柯利）
- 魔法使莎莉 (1989年版)（天之邪鬼）
- 亂馬½ 熱鬥篇（1989年－1992年，鈴鈴、珊普兒夫人、織姬）

1990年
- 江戶之子男孩 理解太助（日语：江戸っ子ボーイ がってん太助）（1990年－1991年，徬點丸太助）
- （香蕉人）
- 七龍珠Z 單獨一人的最終決戰 ～向弗力札挑戰的Z戰士 孫悟空之父～（日语：ドラゴンボールZ たったひとりの最終決戦〜フリーザに挑んだZ戦士 孫悟空の父〜）（謝利巴）
- 羅賓漢大冒險（威爾弗雷德·杭丁頓）

1992年
- 超仙魔大戰（石妃蒂納斯）
- 美少女戰士（秋山日暮、妖魔薇多、卡塔琳娜）
- 法蘭德斯之犬 我的帕特拉許（日语：フランダースの犬 ぼくのパトラッシュ）（西蒙）
- Pokopon日記（日语：ぽこぽん日記）（小花）

1993年
- GS美神（卑彌呼）
- 人小鬼大
- 叮噹貓（叮噹貓）
- 無責任艦長（希雅·哈斯艦長）

1994年
- 奇天烈大百科（1994年－1995年，尼克、濱中）

1995年
- 近所物語（栞）
- 伊沙米大冒險（月影桂）

1996年
- 鬼太郎 (第4作)（1996年－1997年，秋山里子、寶寶、姑獲鳥）
- 灰姑娘物語（芭黎特）
- YAT安心！宇宙旅行（日语：YAT安心!宇宙旅行）（津由子、MAM）

1998年
- 超級娃娃戰士★莉卡（高林代）

1999年
- 快樂小丸日記（母親）
- 禦園地！月光假面（隼人[15]）
- 神奇寶貝（1999年－2000年，卡咪龜A、梨花、小樁）

2000年
- 週刊故事樂園（日语：週刊ストーリーランド）（虫小僧）

2001年
- 功夫小食神（皮蛋）
- 足球小將翼 (平成版)（羅伯特·本鄉〈少年時期〉）

2003年
- 魔法少年賈修（賽可羅）
- 哆啦A夢 (大山羨代版)（2003年－2004年，明雄、野比伸夫）

2004年
- 名偵探柯南（絹川和輝）

2006年
- 怪醫黑傑克（貴志〈少年時期〉）
- 怪傑佐羅利（晶）

2007年
- 旁邊的兒童 我的火腿組（日语：はたらキッズ マイハム組）
- 神奇寶貝鑽石&珍珠（2007年－2010年，健悟）

2008年
- 鬼太郎 (第5作)（古椿）
- 忍者亂太郎（スンベヱ）

2010年
- 閃亮雙胞胎（ワンチャイ）
- 星際寶貝：神奇大冒險 ～最棒的朋友～

2012年
- 數碼寶貝合體戰爭 穿越時空的少年獵人們（和希）

2013年
- 探險托里蘭托 -千年真寶-（教務主任）
- 哆啦A夢 (水田山葵版)（2013年－2021年，設法努栗、奶奶（日语：のび太のおばあちゃん）〈年輕時〉）
- 神奇寶貝超級願望 Season 2 杰可羅拉冒險（小樁）

2017年
- ONE PIECE（夏洛特·布蕾[16]、文斯莫克·尼治〈小孩〉、門扉女性）

2018年
- 錢進球場（味平老闆娘）2系列

2019年
- 鬼太郎 (第6作)（雪的母親[17]）
- 櫻桃小丸子 (第2期)（八百屋大嬸）

2021年
- 大運動會 ReSTART！（曲奇老師〈斯特拉·羅斯諾夫斯基〉[18]）
- 更多！怪傑佐羅利（阿爾澤爾）
- 前輩有夠煩（民宿的老奶奶）

### 電影動畫
1980年
1982年
- 新·根性青蛙 根性·夢枕（美佐子）[注 4]
- 忍者哈特利：忍忍忍法繪日記之卷（哈特利新藏）

1983年
- 福星小子 愛星球之戀（日语：うる星やつら オンリー・ユー）（辯天）
- 怪博士與機器娃娃：吼唷唷！世界一周大賽車（日语：Dr.スランプ アラレちゃん ほよよ!世界一周大レース）
- 忍者哈特利：忍忍故鄉與大作戰之卷（哈特利新藏）

1984年
- 地球物語 傳心術士2500（皮皮[19]）
- 怪博士與機器娃娃：吼唷唷！納納巴城的寶藏（日语：Dr.スランプ アラレちゃん ほよよ!ナナバ城の秘宝）（摘鶴燐、則卷太平[20]）
- 忍者哈特利+小超人帕門：超能力大戰（日语：忍者ハットリくん+パーマン 超能力ウォーズ）（哈特利新藏）
- 爸爸媽媽再見（日语：パパママバイバイ）
- 綿之國星（日语：綿の国星）（女學生A）

1985年
- 福星小子3：情侶樂天派（日语：うる星やつら3 リメンバー・マイ・ラブ）（辯天）
- 劇場版 Gu-Gu甘莫（日语：Gu-Guガンモ）（鈴達·史凱勒）
- 喀喀喀的鬼太郎（貓女）
- 怪博士與機器娃娃：吼唷唷！夢的大都會（日语：Dr.スランプ アラレちゃん ほよよ!夢の都メカポリス）
- 忍者哈特利+小超人帕門：忍者怪獸吉波VS奇蹟蛋（日语：忍者ハットリくん+パーマン 忍者怪獣ジッポウVSミラクル卵）（哈特利新藏）

1986年
- 小鬼Q太郎：跳出來！妖怪大作戰（P子）
- 喀喀喀的鬼太郎：妖怪大戰爭（貓女）
- 喀喀喀的鬼太郎：最強妖怪軍團！登陸日本!!（貓女[21]）
- 喀喀喀的鬼太郎：強烈衝突!! 異次元妖怪的大叛亂（貓女）

1987年
- 小鬼Q太郎：前進吧！1/100大作戰（P子）

1988年
- 福星小子 完結篇（日语：うる星やつら 完結篇）（辯天）
- 超人B：來自黑洞的獨裁者B·B!!（日语：ウルトラB）（UB）
- 相聚一刻 完結篇（六本木朱美）

1989年
- 劇場版 惡魔君（埋木真吾〈惡魔君〉）
- 宇宙皇子（日语：宇宙皇子）
- 劇場版 甜蜜小天使（甘莫）
- 甜蜜小天使：夏之節日（甘莫）

1990年
- 惡魔君：歡迎來到惡魔樂園!!（埋木真吾〈惡魔君〉）
- 隨風而逝的記憶（蘇）

1991年
- 福星小子：聖水奇緣（日语：うる星やつら いつだってマイ・ダーリン）（辯天）
- 麵包超人：紅精靈的心跳月曆（日语：それいけ!アンパンマン とべ! とべ! ちびごん#それいけ!アンパンマン ドキンちゃんのドキドキカレンダー）（香蕉人）

1994年
- 麵包超人：莉莉卡與魔幻魔法學校（日语：それいけ!アンパンマン リリカル☆マジカルまほうの学校）（波波）

1995年
- 劇場版 橘子醬男孩（婦人）

1997年
- 叮噹貓：恐龍動了耶喵（叮噹貓）

1999年
- 超級娃娃戰士★莉卡：麗佳絕體絕命！奇蹟的娃娃騎士（高林代）

2001年
- 蠟筆小新：風起雲湧 猛烈！大人帝國的反擊（野原廣志〈小時候〉）

2013年
- 名偵探柯南：絕海的偵探（雨宮勇氣[22]）

### OVA
1984年
- 大江戶捕物帳 鼠小僧（阿菊）
- 魔法天使奶油麻美 永遠的Once More（波奇）

1985年
- 橙路（一彌）[注 5]
- 魔法天使奶油麻美 Long Good-bye（波奇）
- 魔法公主 明琪桃子 夢中輪舞（日语：魔法のプリンセス ミンキーモモ）（皮皮魯）
- 夢次元獵人芳朵拉（日语：夢次元ハンターファンドラ）（索特）

1987年
- 福星小子 夢想製造者因幡登場！拉姆的未來會是!?（日语：うる星やつら 夢の仕掛人 因幡くん登場! ラムの未来はどうなるっちゃ!?）（辯天）

1988年
- 福星小子 生氣吧！冰砂（辯天）
- 特搜戰車隊DOMINION（日语：ドミニオン (漫画)）（安納普瑪）

1990年
- 宇宙皇子 天上篇（日语：宇宙皇子）
- 奧特曼塗鴉 歡迎來到奧特曼國度！（日语：ウルトラマングラフィティ おいでよ!ウルトラの国）（馬昆）

1994年
- 無責任艦長 特別篇（希雅·哈斯艦長）
- （哥斯拉）
- （哥斯拉）

1995年
- 人間革命（日语：人間革命）（戶田幾枝）
- 無責任艦長 來自地面上的永遠（希雅·哈斯艦長）

1996年
- （哥斯拉）
- （哥斯拉）

1999年
- 星際迷航俏女郎（日语：てなもんやボイジャーズ）（星屑的帕拉伊拉）

2002年
- 魔法之星愛美 雲光（香月岬）

2010年
- 福星小子 障礙物游泳大會（日语：うる星やつら ザ・障害物水泳大会）（辯天）

### 網路動畫
- 惡魔君（2023年，埋木真吾〈初代惡魔君〉[23]）

### 遊戲
年份不詳
- 夢幻戰士系列（桐島麗子、洽姆）

1990年
- 福星小子 STAY WITH YOU（日语：うる星やつら STAY WITH YOU）（辯天）

1991年
- 淑女魅影（日语：レディファントム）（朵拉·朗格康普）

1992年
- L-DIS（日语：エルディス）
- 彌涅耳瓦公主（凱斯利·烏爾加）

1994年
- ALSHARK（日语：アルシャーク）
- 福星小子 ～Dear My Friend～（日语：うる星やつら 〜ディア マイ フレンズ〜）[注 6]

1996年
- 新幸運騎士 用餐的騎士們（日语：フォーチュン・クエスト）（白、莉塔）
- FEDA重製版 ～正義的象徵～（日语：フェーダ）（朵拉·席司緹爾）

1997年
- YU-NO 在這世界盡頭詠唱愛的少女（亞曼達）
- 卒業 Vacation（西川真樹）
- DRAGON MASTER Silk（日语：ドラゴンマスターシルク）

1998年
- 驚人的 DRAGON MASTER Silk外傳（アカ）
- 天仙娘娘 ～劇場版～（納爾吉斯）
- 武士道之刃貳（日语：ブシドーブレード）（柊千尋）

1999年
- 小魔女帕妃 ～黑貓招牌的魔法店～（仙蒂·修克雷爾、黑皮）
- 小魔女蕾妮特 ～天鵝淚狂想曲～（黑皮）

2000年
- 魔法花園芙蘿蕾（仙蒂·修克雷爾、黑皮）
- 青澀之戀2（杉原真奈美的嬸嬸〈杉原榮美子〉）

2007年
- 七龍珠Z Sparking！METEOR（日语：ドラゴンボールZ Sparking! METEOR）（謝利巴）

2008年
- 蠟筆小新：呼風喚雨的電影樂園大挑戰！（日语：クレヨンしんちゃん 嵐を呼ぶ シネマランド カチンコガチンコ大活劇!）（野原廣志〈小時候〉）

2013年
- 七龍珠群雄（2013年－2019年，謝利巴）5作品[注 7]

2014年
- 禁忌的瑪格娜（日语：禁忌のマグナ）（代波妮亞[24]）

2019年
- 魔法氣泡!! Ques（則卷太平[25]）

2020年
- ONE PIECE 海賊無雙4（夏洛特·布蕾）

### 外語配音

#### 電影
- 歡喜冤家（英语：Author! Author! (film)）
- 少棒闖天下（英语：The Bad News Bears） ※朝日電視台版。
- 愛情終結者（英语：The Exterminator）（洛林）※富士電視台版[注 8]。
- 魔蠍女殺手（日语：地獄の女囚コマンド）（卡特里娜〈佩奈洛普·里德〉）※富士電視台版。
- 靈幻先生（賊婆〈王玉環〉）
- 布偶占領曼哈頓（英语：The Muppets Take Manhattan）（珍妮絲〈理查德·杭特〉）※20世紀福斯版。
- 狠將奇兵 ※富士電視台版。

#### 電視影集
- 親情紐帶（珍妮弗·基頓〈蒂娜·約瑟斯（英语：Tina Yothers）〉）※東京電視台版。
- 雞皮疙瘩（英语：Goosebumps (TV series)）（丹尼爾·莫頓）※NHK版。
- 愛之船（希拉）

#### 動畫
- The Cobi Troupe（西班牙语：The Cobi Troupe）（佩特拉）※NHK版。
- 喬尼大冒險 (1964年版)（英语：Jonny Quest (TV series)）（哈吉）※LD版。
- 諾迪的玩具城冒險（英语：Noddy's Toyland Adventures）（諾迪）
- 花生漫畫（萊拉）
  - 一個叫查理布朗的男孩（英语：A Boy named Charlie Brown）
  - 史努比，回家吧（英语：Snoopy, Come Home）

### 布偶劇
- Tugs（英语：Tugs (TV series)）（陽光）
- （物之精靈）
- 佩佩與咪咪（日语：ペペとミミ）（咪咪）

### 特攝影集
1998年
- 鐵腕偵探露寶達（莫格拉基的聲音）
- 鐵腕偵探露寶達&加布達 不可思議之國的大冒險（莫格拉基的聲音）

### CD、卡式錄音帶
- 角川卡式錄音帶書『宇宙皇子（日语：宇宙皇子）』
- （小栗麻奈美）
- 卒業 Cross World相關CD（西川真樹）
- 角川卡式錄音帶書『幸運騎士（日语：フォーチュン・クエスト）』（小白）
- （〈初代〉）

### 廣播節目
- 青山二丁目劇場（日语：青山二丁目劇場）
  - 幸福的三丁目（日语：三丁目の夕日） 「貓的忌日「下駄的一生」「幽靈修行」（太郎）

### 電視節目
NHK教育
- 與媽媽同樂 開播50週年特輯（日语：おかあさんといっしょ）（TV太）

日本電視網
- 新料理東西軍（黃區廚房「WHICH君」的聲音，讀賣電視台）
- 看清世界！電視特搜部（日语：世界まる見え!テレビ特捜部）（海外人士的日語配音，日本電視台）

其它電視台
- （旁白，BS-TBS）

### 廣告
- 萬代『惡魔君 DX惡魔君塔羅』（埋木真吾〈惡魔君〉）

### 柏青哥、角子機
- CR忍者哈特利（哈特利新藏）

### 其它
- 網路情報局（旁白）
- （叮噹貓）

## 腳註

## 外部連結
- 青二Production公式官網的聲優簡介 （页面存档备份，存于） （日語）
- 三田友子 （页面存档备份，存于） （日語）－Talent Date Bank
- 三田友子 （页面存档备份，存于） （日語）－日本藝人名鑑（日语：日本タレント名鑑）
- （日語）－WEB THE TELEVISION（日语：ザテレビジョン）
- （日語）－goo人名事典
- 三田友子 （页面存档备份，存于） （日語）－KINENOTE
- 三田友子 （页面存档备份，存于） （日語）－oricon
- 三田友子 （页面存档备份，存于） （日語）－Movie Walker（日语：Movie Walker）
- 三田友子 （页面存档备份，存于） （日語）－電影.com（日语：映画.com）
- 三田友子 （页面存档备份，存于） （日語）－allcinema（日语：allcinema）
- 三田友子 （页面存档备份，存于） （日語）－日本電影資料庫
- Yûko Mita在互联网电影资料库（IMDb）上的資料（英文）
- 三田友子 電視劇人名錄 ◇電視劇資料庫◇